# Mart Järvik
Mart Järvik (ur. 21 lutego 1956 w Käru w gminie Türi) – estoński polityk, rolnik i samorządowiec, w 2019 minister rolnictwa.

## Życiorys
W 1975 ukończył szkołę średnią techniczną. W 2007 został absolwentem ochrony środowiska na Uniwersytecie w Tartu, a w 2011 uzyskał magisterium na tej uczelni. W drugiej połowie lat 70. pracował w spółdzielni rolniczej, a w latach 80. jako kierowca autobusu. Na początku lat 90. zajął się prowadzeniem własnego gospodarstwa rolnego. Pracował też w przedsiębiorstwie ANTTI-TEOLLISUUS OY (m.in. jako konsultant). W latach 2002–2018 sprawował urząd burmistrza gminy Järvakandi. Pełnił w tym okresie również szereg funkcji w organizacjach samorządowych, w tym od 2009 do 2014 był wiceprzewodniczącym zrzeszenia miejscowości Estonii. W 2018 zajął się własną działalnością gospodarczą w sektorze audytu energetycznego.
Związał się z Estońską Konserwatywną Partią Ludową. W kwietniu 2019 z rekomendacji EKRE został powołany na ministra rolnictwa w drugim rządzie Jüriego Ratasa. Został zdymisjonowany w listopadzie tego samego roku.